# 밤섬부군당도당굿
밤섬부군당도당굿은 서울특별시 마포구 창전동에서 행해지는 조선시대의 도당굿이다. 2005년 1월 10일 서울특별시의 무형문화재 제35호로 지정되었다.

## 개요
밤섬부군당굿 은 밤섬 이주민들의 대동의식을 고취시키고 결속하여 온 서울의 마을굿으로 그 전통성과 예술성이 전승보전할 가치가 있기에 밤섬부군당굿을 서울시무형문화재로 지정 결정함.
단, 지정당시 굿의 원형보존과 당주무당(김춘강),당주악사(김찬섭) 구성원을 유지하여야 하며 변형이 있을 시는 서울시무형문화재 지정을 해지할 수 있음.

## 참고 문헌
- 밤섬부군당도당굿 - 국가유산청 국가유산포털